# Украинский гидрометеорологический институт

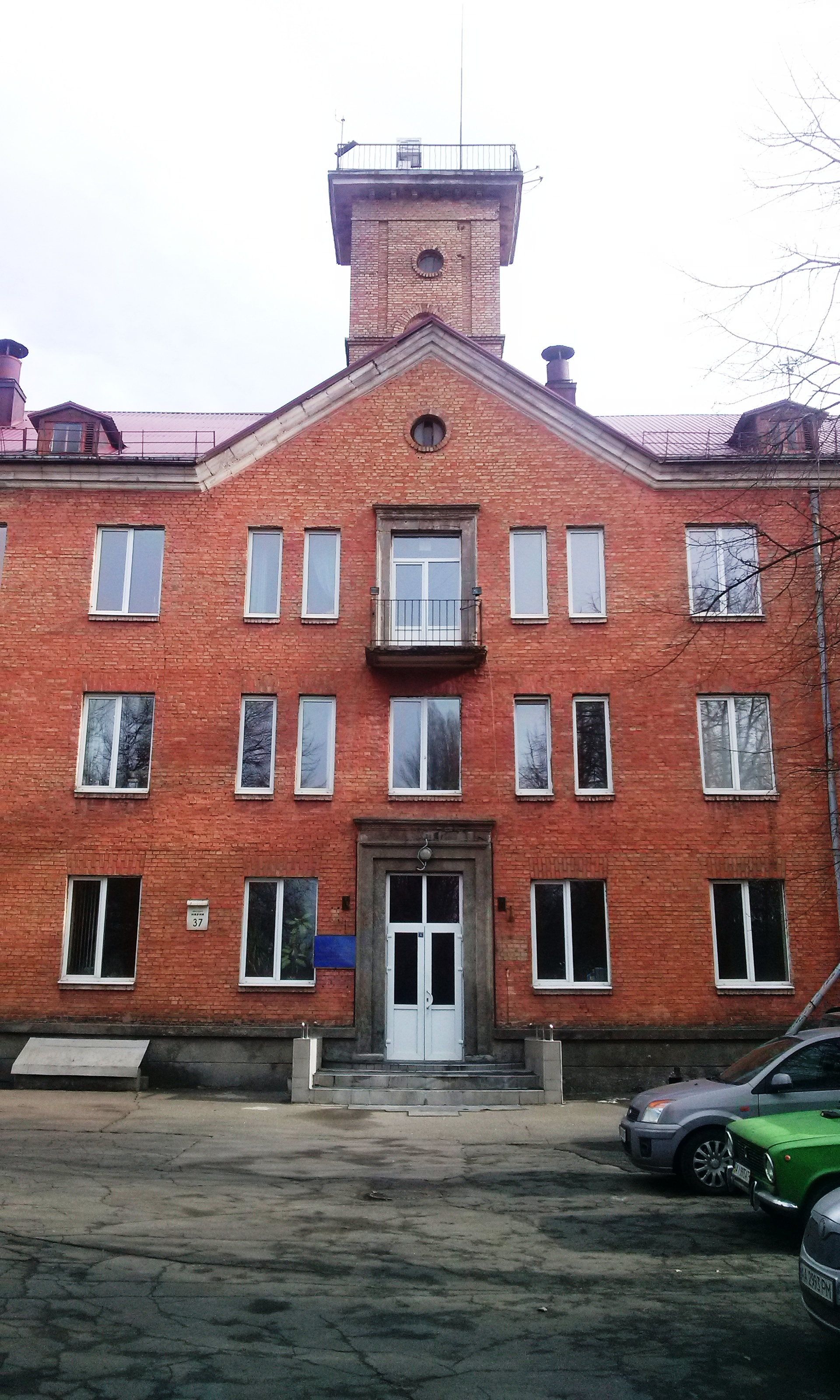
Здание института

Украинский гидрометеорологический институт ГСЧС Украины и НАН Украины (УкрНИГМИ) — научно-исследовательский институт, созданный в 1953 году на базе Киевской научно-исследовательской геофизической и Киевской научно-исследовательской гидрологической обсерваторий соответственно приказу Главного управления гидрометеорологической службы при Совете Министров СССР от 25 февраля 1953 г. №87 на основании Постановления Совета Министров СССР от 26 ноября 1952 г. №4995 и Постановления Совета Министров Украинской ССР от 17 декабря 1952 г. №4113.
В области гидрометеорологии и базового мониторинга природной среды УкрНИГМИ является главной научно-исследовательской организацией на Украине. Институт находится по адресу город Киев, проспект Науки, 37.

## История
История УкрГМИ ведёт отсчёт с 15 мая 1855 года, когда состоялось официальное открытие Киевской метеорологической обсерватории, которая положила начало систематическим метеорологическим наблюдениям, их анализу и обобщению (далее — Киевская магнитно-метеорологическая обсерватория, 1925; Киевская научно-исследовательская геофизическая обсерватория, 1944). Самостоятельный государственный статус Украинский гидрометеорологический институт приобрёл в 1953 году.

## Структура
В настоящее время в состав УкрГМИ входят научные отделы:
- климатических исследований и долгосрочных прогнозов погоды,
- гидрологических исследований,
- агрометеорологических исследований,
- исследований состояния атмосферы,
- гидрохимии,
- радиационного мониторинга природной среды,
- средств измерений,
- сектора многочисленных и синоптических исследований, исследований аэрозолей.

В состав института входят Морское отделение (Севастополь), отдел экспериментальных исследований (Днепропетровск), полевая экспериментальная метеорологическая база (с. Саксаганское Днепропетровской области), полевая гидрологическая база (Богуслав).
Всего в составе УкрНИГМИ работает более 300 сотрудников (110 научных работников, 2 профессора, 6 докторов наук, 38 кандидатов наук).

## Направления деятельности
В области гидрометеорологии и базового мониторинга природной среды УкрГМИ является единственной научно-исследовательской организацией на Украине. УкрГМИ выполняет научно-исследовательские, опытно-конструкторские и научно-методические работы в области гидрометеорологии, проводит внедрение полученных результатов в народное хозяйство.
Основными задачами УкрГМИ являются:
- развитие гидрометеорологической науки путём выполнения фундаментальных и прикладных исследований в области гидрометеорологии и базового мониторинга природной среды;
- осуществление научного и научно-методического обеспечения деятельности гидрометеорологической и других оперативных служб Министерства экологии и природных ресурсов Украины;
- координация научных исследований по гидометеорологии на Украине.

Основными направлениями научной деятельности института являются:
- изучение закономерностей физических процессов, происходящих в атмосфере и гидросфере, гидрометеорологического режима и агро-климатических условий, в том числе опасных для хозяйственной деятельности и населения;
- разработка новых и совершенствование существующих методов метеорологических, гидрологических и агрометеорологических прогнозов и расчётов и внедрение их в практику;
- разработка прогнозов опасных и стихийных гидрометеорологических явлений и процессов;
- исследования климата Украины и факторов, вызывающих его динамику;
- разработка методов активного воздействия на гидрометеорологические процессы и явления;
- комплексное изучение влияния гидрометеорологических условий на загрязнение окружающей среды, его социально-экологических и социально-экономических последствий на территории Украины;
- разработка научных принципов организации и рекомендаций по осуществлению базовых наблюдений за загрязнением окружающей природной среды;
- комплексное изучение гидрометеорологического режима и состояния загрязнения Чёрного и Азовского морей;
- разработка новых и усовершенствование существующих технических средств гидрометеорологических измерений;
- научно-методическое обеспечение деятельности государственной системы гидрометеорологических наблюдений и прогнозирования и базовых наблюдений за загрязнением природной среды;
- разработка нормативно-технического и метрологического обеспечения и стандартов в области гидрометеорологии и мониторинга природной среды.

Институт активно участвует в выполнении государственных научно-технических программ и целевых программ Министерства экологии и природных ресурсов Украины, проведении исследований по заказу Национальной академии наук Украины, Министерства образования и науки Украины. Ежегодно выполняются исследования по 45-50 научными и опытно-конструкторскими темам.
Созданы научные школы:
- по проблемам активных воздействий на облака;
- численного регионального кратко-, средне- и краткосрочного прогнозирования погоды;
- агрометеорологических прогнозов урожайности;
- мониторинга природной среды;
- изучение и ликвидации последствий аварии на ЧАЭС;
- в области морской гидрометеорологии и гидрохимии;
- химии поверхностных вод;
- изучение природы и прогнозирования опасных стихийных явлений;
- по агроклиматологии, климатологии, климатических ресурсов и т.д.

Ежегодно издаётся профессиональный сборник «Научные труды УкрНИГМИ».